# Urban Angels
『Urban Angels 』（アーバン･エンジェルス）は、1998年11月6日にリリースされた、原田真二通算17作目のスタジオ・アルバムである。

## 解説
コナミから発売された移籍第一弾アルバム。
このアルバムは、「都市に生きるAngel達へエールを送る曲集」という形で構成されていて、歌詞カードには、それぞれの歌詞の冒頭に10種類の異なるミニ･エンジェルが描かれている。
まず3月に移籍第一弾シングル「恋は500マイル」をリリース。そして9月発売のシングル「夢が踊りだす時」に続き、11月に本作がリリースされた。
「夢が踊りだす時」は、はごろもフーズ「ディッパーシーチキン」ティーンズ篇のCMソングに起用されたが、このCMは「女子高生がバス通学で異性にときめき、もう一息で声になる」といった、楽曲の内容に即した脚本であった。
M-1とM-10のプロデュース&アレンジは、元アース・ウィンド・アンド・ファイアー のラリー・ダンが担当し、この2曲はロサンゼルス録音となっている。
ジャケット及び歌詞カードの写真は、原田が大好きな場所と公言する軽井沢ロケ。ジャケット・歌詞カード・CDの色に至るまでグリーン系で統一されている。
コナミからのアルバムはこれ一作のみ。この後は松田聖子プロデュースに約4年間携わったり、自身のCDは、特定のメジャーレーベルには所属せず、自主レーベルからの発売が主となった。
2004年には、自主レーベルから本作のリニューアル版『Urban Angels 2004』が発売されている。
タイアップ（全国）
恋は500マイル：TV朝日「深夜水族館」挿入歌／夢が踊りだす時： CM「はごろもフーズ」／Cinderella Magic：CM「ヒューマンアカデミー」／愛でAll Right：CM「マルサン」豆乳・味噌 　

## 収録曲
1. Urban Angels　(5:20)
2. 恋は500マイル／500miles　(5:05) ★ Single1 （1998.3.21）
3. 夢が踊りだす時／Baby Baby　(5:03) ★ Single2 （1998.9.23）
4. 悲しみが君を離さない夜／The Night When Saddness Wouldn't Let You Go　(3:45)
5. 強い向い風の中で／In A Strong Wind Ahead　(4:33)
6. 涙のJuliet／Juliet　(4:51)
7. Cinderella Magic　(5:06)
8. Smile On My Love ‐いつもこんでるMorninng Cafe‐　(5:01)
9. Yell　-Album Version-　(5:36)
10. 愛でAll Right／Love Is All　(5:02)

### Songs Written
All Songs Written, and Arranged by Shinji Harada
exsept tracks （M-1, M-10） Produced & Arranged by Larry Dunn

## クレジット

### Recorded and Mixed
Produced, arranged, performed and all composed by Shinji Harada
Recorded and Mixed by Shinji Harada
Recording Studio： Private Studio in Tokyo and Hakone／Recorded Jun.- Sep. 1998

#### Recorded
Produced & Arranged by Larry Dunn （M1, M10）
Production Assistant： Ruisa Dunn
Recording St.： GROOVIN' ART STUDIOS & ENS STUDIOS in Los Angeles

#### Mixed
Mixing Engineer： Hiroto Kobayashi （M-1, M-2, M-9, M-10）
Mixing St.： GROOVIN' ART STUDIOS （M-1, M-10）WEST LAKE STUDIOS （M-2, M-9）

## MUSICIANS
Shinji Harada： Keyboards & Programming, Guitars, Percussions, Background vocals 
Chisako Takashima （高嶋ちさ子）： Violin （M-4, M-5）
Takahiro Kaneko （フラッシュ金子）： Tenor. Sax （M-3）

### M-1, M-10
Larry Dunn： Keyboards & Programming  
Steve Dunn： Drums／Alphonso Johnson： Bass／Jorge Evans： Guitar／Munyungo Jackson： Percussion 
Ruisa Dunn，Margi Coleman，Theo Peoples： Background vocals 

## リニューアルCD
Urban Angels 2004　Shine Records （2004年12月5日発売） 